# Petronel·la Tuca i Alsina
Petronel·la Tuca Alsina (Girona, 1897 - Barcelona, 1925) va ser una professora catalana i secretària de l'Escola de Bibliotecàries de la Universitat de Barcelona.
Després de fer els estudis secundaris, el 1914 començà a estudiar la carrera de Filosofia i Lletres, secció d'Història, a la Universitat de Barcelona, on es graduarà el 1918, amb premi extraordinari. El 1920 entra a l'Escola de Bibliotecàries, com a professora auxiliar. A partir del maig d'aquell mateix any passà a ocupar el càrrec de secretària de l'Escola de Bibliotecàries, substituint Maria Lois i López. Mantindrà aquesta responsabilitat fins a la seva mort prematura, el 1925. Cal remarcar que Petronel·la Tuca Alsina i Maria Lois i López van ser les primeres llicenciades dels estudis en Filosofia i Lletres de la Universitat de Barcelona.